# Walter Pahl (Genossenschafter)

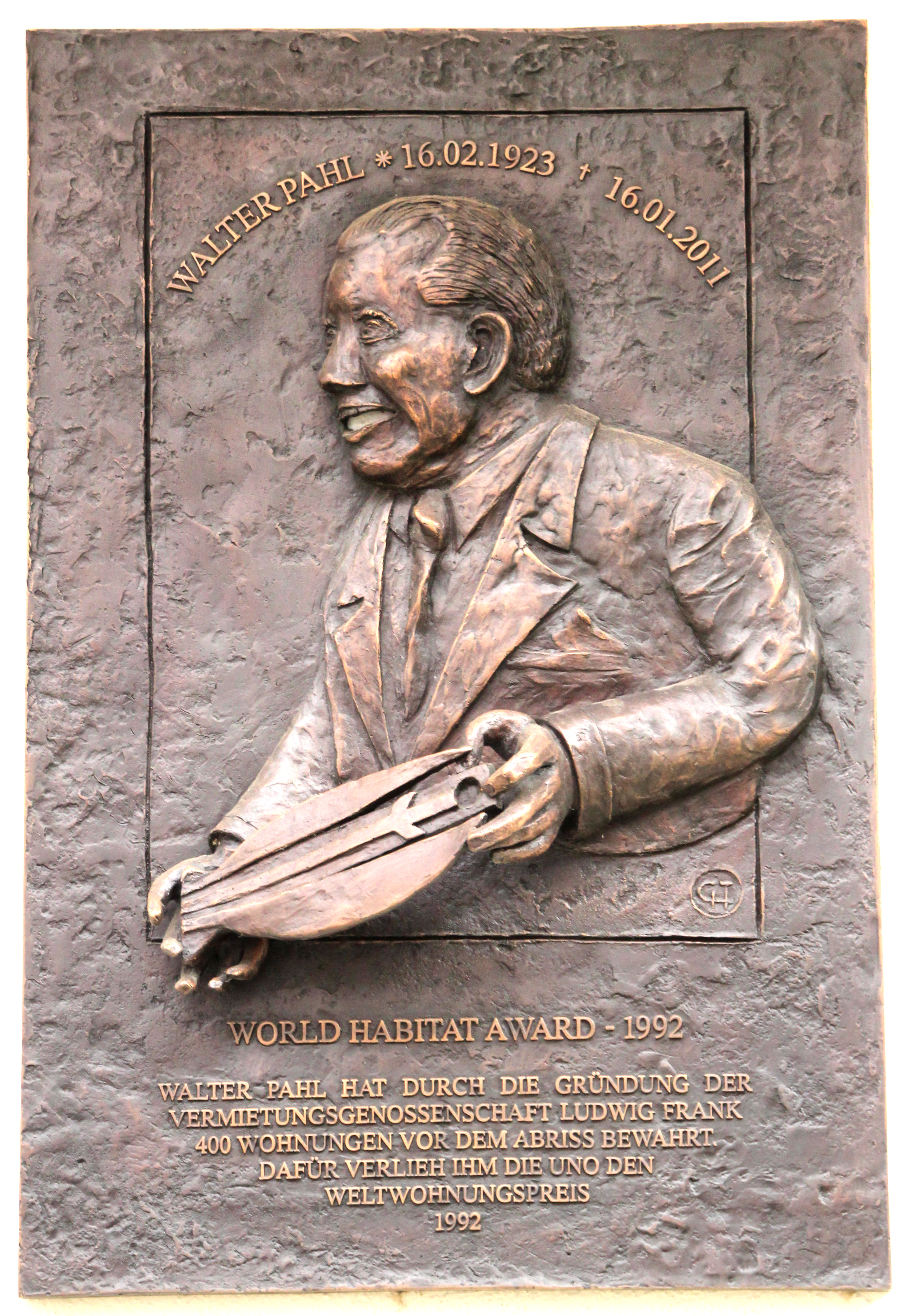
Plakette in der Mannheimer Melchiorstraße zum Gedenken an die Verleihung des World Habitat Award an Walter Pahl

Walter Pahl (* 16. Februar 1923 in Mannheim; † 16. Januar 2011) war ein deutscher Betriebswirt, Politiker und ehemaliger Präsident der Genossenschaftssektion im CECODHAS, Europäischer Verbindungsausschuss der europäischen Verbände der Wohnungswirtschaft in Brüssel.

## Leben
Nach einer kaufmännischen Lehre und gleichzeitigem Besuch der Abendschule der Wirtschaftsoberschule in Mannheim 1941 leistete Pahl den Reichsarbeitsdienst ab und wurde 1942 zum Kriegsdienst eingezogen. Im Februar 1945 heiratete er, musste aber nochmals zu seiner Einheit nach Italien. Dort geriet er im April in amerikanische Gefangenschaft, aus der er drei Monate später entlassen wurde. Aus der Ehe gingen zwei Söhne und eine Tochter hervor.
Etwa zwei Jahre war er bei der GBG (ehemals gemeinnütziges Wohnungsunternehmen) als Sachbearbeiter tätig. 1947 wurde er Geschäftsführer und ab 1953 Vorstand der Gartenstadt-Genossenschaft Mannheim eG und hat den Wiederaufbau des stark zerstörten Wohnungsbestandes in Mannheim wesentlich mitbestimmt und gefördert. Die Gartenstadt-Genossenschaft war in Mannheim an vielen größeren Bauvorhaben beteiligt, so u. a. an der Bebauung von Waldhof-Ost, des Herzogenried-Gebiets und der Vogelstang. In Pahls Zeit vermehrte sich der Wohnungsbestand der Genossenschaft um über 3000 Mietwohnungen in fast allen Mannheimer Stadtteilen. Neben seiner Berufstätigkeit studierte er an der Verwaltungs- und Wirtschaftsakademie Rhein-Neckar und erlangte 1959 das Wirtschaftsdiplom.
Als Fachmann der Wohnungswirtschaft fand er weit über Mannheim hinaus Anerkennung. Er war unter anderem Vorsitzender des Verbands badischer Wohnungsunternehmen in Karlsruhe, Vorstandsmitglied des Gesamtverbandes der Wohnungsunternehmen (GdW) in Köln 1968, ab 1974 bis 1991 stellvertretender Vorsitzender. Mitgründer und Mitglied des CECODHAS (Europäischer Verbindungsausschuss der Wohnungsverbände zur EU), alternierend Präsident der Genossenschaftssektion in Brüssel. Mitglied des Wohnungsausschusses und der Exekutive des IGB (Internationaler Genossenschaftsbund) in Genf.
1960 wurde Pahl Mitglied der SPD. Dem Gemeinderat der Stadt Mannheim gehörte er ab 1965 bis zu seinem Ausscheiden 1989 an, davon neun Jahre als stellvertretender Vorsitzender und elf Jahre als Vorsitzender der SPD-Gemeinderatsfraktion. Ab 1974 war er auch Mitglied des Kreisvorstands der Mannheimer SPD, gleichzeitig gehörte er dem Regionalverband Rhein-Neckar und dem Raumordnungsverband des Dreiländerecks (Baden-Württemberg, Rheinland-Pfalz, Hessen) an.
Von 1960 an, bis zu seinem satzungsmäßigen Ausscheiden 1988, war er im Aufsichtsrat der Volksbank Mannheim, ab 1970 als Vorsitzender in mehreren Gesellschaften der Stadt und an denen die Stadt beteiligt ist, bis hin zur Gasversorgung Süddeutschland GVS, Stuttgart, war Pahl im Aufsichtsrat an der Willensbildung beteiligt.
Nach seiner Pensionierung im Jahre 1988 gründete Pahl in Mannheim die Vermietungsgenossenschaft Ludwig-Frank eG und verhinderte damals den vorgesehenen Abbruch von 400 Sozialwohnungen, die durch Versäumnisse bei der Instandhaltung außerordentlich marode waren und den Nährboden für einen sozialen Brennpunkt bildeten. Rund 100 Wohnungen standen leer. Die Wohnungen und Gebäude wurden in kurzer Zeit wieder vermietbar gemacht und saniert. Wärmedämmung, Erneuerung von Fenstern und Türen, Renovierung der Treppenhäuser standen an erster Stelle der notwendigen Arbeiten. Bis 1995 war er Vorstandsvorsitzender. Bei seinem Ausscheiden aus dem Vorstand wurde er zum Ehrenvorsitzenden ernannt. 1993 wurde die Genossenschaft für das mustergültige Beispiel mit dem World Habitat Award im UNO-Hauptquartier New York ausgezeichnet.
Den Preis überreichte der Parlamentspräsident Samuel Insanally, nachdem die First Lady, Hillary Clinton, die dafür vorgesehen war, durch eine Debatte über eine vorgesehene Gesundheitsreform verhindert war. Der Preis ging das erste Mal nach Deutschland.

## Ehrungen (Auswahl)
- Bundesverdienstkreuz am Bande 1978
- Bundesverdienstkreuz I. Klasse 1982
- Großes Bundesverdienstkreuz 1988
- Verdienstmedaille des Landes Baden-Württemberg 1987[3]
- Staufermedaille des Landes Baden-Württemberg
- Goldene Bürgermedaille der Stadt Mannheim
- Ehrenring der Stadt Mannheim
- Ehrenbürgerwürde der Stadt Baltimore 1985
- Victor-Aimé-Huber Medaille durch den Gesamtverband (GdW) 1985

## Veröffentlichungen
- Die Gartenstadt – Visionen und Wirklichkeit am Beispiel der Gartenstädte Dresden-Hellerau und Mannheim. Landesmuseum für Technik und Arbeit, Mannheim 2000
- Mannheim² und seine Bloomäuler. Mannheim 2007, ISBN 978-3-00-023506-1
- Festschriften über die Gartenstadt Genossenschaft. Mannheim 1950 und 1960
- Ahnen und Reminiszenzen. Mannheim 1999
- Mannheim vor der Stadtgründung Teil II Band 2. Beitrag Waldhof, Luzenberg, Gartenstadt 2008